# Pedrya Seymour
Pedrya Seymour (* 29. Mai 1995 in Nassau) ist eine bahamaische Hürdenläuferin, die sich auf die 100-Meter-Distanz spezialisiert hat.

## Sportliche Laufbahn
Erste Erfahrungen bei internationalen Meisterschaften sammelte Pedrya Seymour bei den CARIFTA-Games 2010 in George Town, bei denen sie in 44,48 s den fünften Platz über 300 m Hürden in der U17-Altersklasse belegte und mit der bahamaischen 4-mal-400-Meter-Staffel in 3:48,86 min die Bronzemedaille gewann. Im Jahr darauf gewann sie bei den CARIFTA-Games in Montego Bay in 42,66 s die Bronzemedaille über 300 m Hürden und auch mit der Staffel gewann sie in 3:50,18 min erneut Bronze. Anfang Juli verpasste sie bei den Jugendweltmeisterschaften nahe Lille mit 2:11,10 min den Finaleinzug mit der Sprintstaffel (1000 Meter) und gewann anschließend mit 3:42,61 min die Bronzemedaille in der 4-mal-400-Meter-Staffel. 2012 belegte sie bei den CARIFTA-Games in Hamilton in 64,07 s den sechsten Platz im 400-Meter-Hürdenlauf in der U20-Altersklasse und anschließend gelangte sie bei den U18-CACAC-Meisterschaften in San Salvador mit 60,91 s auf Rang vier und wurde mit der 4-mal-400-Meter-Staffel disqualifiziert. Daraufhin startete sie im Hürdenlauf bei den Juniorenweltmeisterschaften in Barcelona und kam dort mit 61,09 s nicht über die Vorrunde hinaus. Im Jahr darauf wurde sie bei den CARIFTA-Games im heimischen Nassau in 62,25 s Vierte über 400 m Hürden und gewann mit der 4-mal-400-Meter-Staffel in 3:45,95 min die Bronzemedaille bei den Panamerikanischen Juniorenmeisterschaften in Miramar. 2014 begann sie ein Studium an der University of Illinois at Urbana-Champaign und 2016 startete sie im 60-Meter-Hürdenlauf bei den Hallenweltmeisterschaften in Portland und schied dort mit 8,15 s in der Vorrunde aus. Mitte Juli gewann sie bei den U23-NACAC-Meisterschaften in San Salvador in 12,83 s die Silbermedaille über 100 m Hürden hinter Jasmine Camacho-Quinn aus Puerto Rico und mit der 4-mal-100-Meter-Staffel sicherte sie sich in 45,17 s die Bronzemedaille hinter den Teams aus den Vereinigten Staaten und Jamaika. Zudem nahm sie über 100 m erstmals an den Olympischen Spielen in Rio de Janeiro teil und gelangte dort auf Anhieb bis ins Finale, in dem sie mit 12,76 s den sechsten Platz belegte. Zudem stellte sie im Halbfinale mit 12,64 s einen neuen bahamaischen Landesrekord auf.
2017 begann sie ein weiteres Studium an der University of Texas at Austin und 2019 startete sie bei den Panamerikanischen Spielen in Lima und belegte dort in 13,12 s den fünften Platz im Hürdensprint und kam mit der 4-mal-100-Meter-Staffel nicht ins Ziel. 2021 nahm sie erneut an den Olympischen Sommerspielen in Tokio teil und schied diesmal mit 13,09 s im Semifinale aus.
2019 wurde Seymour bahamaische Meisterin im 100-Meter-Hürdenlauf sowie 2012 über 400 m Hürden.

## Persönliche Bestzeiten
- 100 m Hürden: 12,64 s (+0,2 m/s), 17. August 2016 in Rio de Janeiro
  - 60 m Hürden (Halle): 7,97 s, 11. März 2017 in College Station
- 400 m Hürden: 60,18 s, 22. Juni 2012 in Nassau